# Židovský hřbitov v Jistebnici
Židovský hřbitov v Jistebnici, založený před rokem 1640, je situován v obdélníkovém remízku mezi poli asi 1,5 km západně od náměstí. Je chráněn jako kulturní památka České republiky.
Na ploše 2158 m2 se do dnešních dní dochovalo asi 200 náhrobků. Nejstarší čitelný náhrobní kámen je datován 1640. Poslední pohřeb v areálu proběhl před rokem 1943. Městem protéká potok biblického jména Cedron.
Jistebnická židovská komunita, která se datuje z doby před rokem 1531, přestala existovat podle zákona z roku 1890. Do okupace se o hřbitov starala židovská obec v Táboře.